# St. Josephschwestern
Die St. Josephsschwestern sind eine Kongregation in der katholischen Kirche, die vor allem in Frankreich tätig ist.

## Geschichte
1650 gründete der Jesuit Jean Pierre Médaille die St. Josephsschwestern in Le Puy-en-Velay in Frankreich. Die Ordensgemeinschaft widmete sich der Hilfe für die Notleidenden in der Zeit nach dem Dreißigjährigen Krieg und breitete sich rasch in ganz Frankreich aus. In der Französischen Revolution wurde die Kongregation verboten. Fünf Schwestern, die die Ordenshäuser nicht freiwillig verließen, wurden hingerichtet. 1808 wurde die Gemeinschaft durch Mutter St. Jean Fontbonne, die die Revolutionszeit überlebt hatte, wiedererrichtet.
Die Ordensgemeinschaft breitete sich im 19. Jahrhundert weltweit aus und teilte sich in 49 regionale Kongregationen auf. Insgesamt hat die Gemeinschaft etwa 20.000 Mitglieder, wobei die Kongregation der St. Josephschwestern von Chambéry mit etwa 2000 Schwestern die größte darstellt. Letztere hat unter anderem in Norwegen und Dänemark Niederlassungen.